# TVB 馬來西亞星光薈萃頒獎典禮
《TVB 馬來西亞星光薈萃頒獎典禮》（英文: TVB Star Awards Malaysia；马来文：Anugerah Bintang TVB Malaysia）是年度馬來西亞的華人大型電視劇頒獎典禮，由香港TVB娛樂新聞台主辦、馬來西亞Astro及MY FM联办的年度壓軸盛事，前身是《Astro華麗台電視劇大獎》及《MY AOD我的最愛頒獎典禮》，於2018年後停辦。

## 歷史
最初名為《Astro華麗台電視劇大奖》（英語：Astro Wah Lai Toi Drama Awards） 由馬來西亞Astro華麗台与香港TVB無綫電視於2004年創辦。獲獎者由观众电话投票产生。頒獎獎項包括全民決定的「我的至愛戲勢最強大獎」，「我的至愛男主角」，「我的至愛女主角」，「我的至愛主題曲」，「我的至愛角色」等等。此節目於2010開始停辦，並於同年開始改辦《MY AOD我的最愛頒獎典禮》。後改名為《MY AOD我的最愛頒獎典禮》（英文: MY AOD Favourites Awards），由馬來西亞Astro On Demand、MY FM和香港TVBI主辦。活動公開給所有Astro用戶進行網上投選。投選活動已於每年10月中起至11月中期間展開。TVB與Astro自2010年開始聯合舉辦此頒獎典禮。2013年停辦，於同年則舉辦《TVB 馬來西亞星光薈萃頒獎典禮2013》取代。而《TVB 馬來西亞星光薈萃頒獎典禮》活動公開給所有馬來西亞的觀眾於網上投票選出得獎者。投選活動於每年11月初至11月中期間展開。此頒獎禮將會透過Astro華麗台、Astro華麗台HD、翡翠台、TVB娛樂新聞台及MY FM現場直播。
2018年起，TVB取消以往在大馬舉行頒獎禮的頒獎形式，改由大馬觀眾網上投選最喜愛TVB男、女主角及劇集，並於TVB台慶及萬千星輝頒獎典禮當天公佈賽果。

## 節目資料
| 年份   | 舉行日期              | 大會司儀                                                 | 附註 |
| 2004年 | 月 日（週）           | 安德尊、郭燕燕                                           | |
| 2005年 | 2006年1月7日（週六）  | 安德尊、王翠玲                                           | |
| 2006年 | 2007年1月20日（週六） | 陳百祥、王翠玲                                           | |
| 2007年 | 2008年1月26日（週六） | 陳百祥、王翠玲                                           | |
| 2008年 | 2009年2月21日（週六） | 陳百祥、王翠玲、卓卉勤、 林佩盈                          | |
| 2009年 | 2010年3月             |                                                          | |
| 2010年 | 12月3日（週五）       | 王浩信、李亞男                                           | |
| 2011年 | 11月27日（週日）      | 陳志康、林震前                                           | - 本屆起，另加四个奖项：我的最愛電視螢幕情侶，我的最愛最具潛質男藝員、女藝員，我的最愛主題曲               |
| 2012年 | 12月2日（週日）       | 林震前、蕭慧敏                                           | - 本屆起，另加兩個獎項：我的最愛出位人氣王、5週年特献之我的最愛經典角色                                    |
| 2013年 | 12月1日（週日）       | 王祖藍、黎芷珊、周奕瑋 台下主持： 麥美恩、黃曉明、許文軒 | |
| 2014年 | 11月23日（週日）      | 黎芷珊、周奕瑋、林盛斌、 黃曉明                          | - 香港播放：2014年11月29日，J2台：22:05-00:35 - 「最喜愛TVB電視角色」候選名單提高至50個                    |
| 2015年 | 11月28日（週六）      | 黎芷珊、周奕瑋、林盛斌、 朱智賢                          | - 香港播放：2015年12月6日，J2台：22:05-00:35 - 「最喜愛TVB電視角色」得獎人數提高至16個、候選名單提高至60個 |
| 2016年 | 11月26日（週六）      | 鄭裕玲、農夫、周奕瑋、 朱智賢                            | - 香港播放：2016年11月26日，翡翠台直播：20:30-23:00                                                        |
| 2017年 | 11月25日（週六）      | 鄭裕玲、農夫、周奕瑋、 麥美恩、陸浩明                    | - 香港翡翠台、馬來西亞ASTRO華麗台、新加坡、澳洲及新西蘭 TVB ANYWHERE 現場直播：20:30-23:00                 |

## 獎項名稱
- 我的至愛劇集（2004）／我的至愛戲勢最強大獎(2005-2009)
- 我的至愛男主角(2004-2009)
- 我的至愛女主角(2004-2009)
- 我的至愛角色（10位）(2004)／我的至愛角色（12位）(2005-2009)
- 我的至愛主題曲(2004-2009)
- 我的至愛情侶檔(2005-200)
- 我最難忘的一幕(2005-2009)
- 我的至愛紅中一點綠(2006-2009)
- 我的至愛極品造型(2006-2009)
- 我最難忘的大反派(2004)
- 我最難忘的一巴(2004)
- 我最難忘的一吻(2004)
- 我的至愛型一槍(2005)
- 我的至愛狠美人(2005)
- 我的至愛爸氣十足(2005)
- 我的至愛非一般阿媽(2005)

MY AOD我的最愛頒獎典禮
- 我的最愛電視劇集（2010-2012）
- 我的最愛電視男主角（2010-2012）
- 我的最愛電視女主角（2010-2012）
- 我的最愛電視男配角（2010-2012）
- 我的最愛電視女配角（2010-2012）
- 我的最愛電視角色（2010-2012）
- 我的最愛電視反派（2010）
- 我的最愛電視螢幕情侶（2011-2012）
- 我的最愛最具潛質男藝員（2011-2012）
- 我的最愛最具潛質女藝員（2011-2012）
- 我的最愛主題曲（2011-2012）
- 我的最愛出位人氣王（2012）
- 5週年特献之我的最愛經典角色（2012）

TVB 馬來西亞星光薈萃頒獎典禮
- 最喜愛TVB電視劇集（2004，2010至2018，2020-）
- 最喜愛TVB男主角（2004至2018，2020-）
- 最喜愛TVB女主角（2004至2018，2020-）
- 最喜愛TVB男配角（2010至2018）
- 最喜愛TVB女配角（2010至2018）
- 最喜愛TVB節目主持（2013至2018）
- 最喜愛TVB電視角色（2013至2018）
- 最喜愛TVB螢幕情侶（2013至2018）
- 最喜愛TVB飛躍進步男藝員（2013至2018）
- 最喜愛TVB飛躍進步女藝員（2013至2018）
- 最喜愛TVB劇集歌曲（2013至2018）
- 最喜愛TVB綜藝節目（2013至2018）
- 最喜愛TVB資訊節目（2013至2018）

## 現存獎項歷年得主
以下內容只記錄仍存在的獎項歷年得主。 
| 屆 | 年份 | 最喜愛TVB電視劇集/ 我的最愛電視劇集/ 最佳劇集 | 最喜愛TVB男主角/ 我的最愛電視男主角/ 最佳男主角 | 最喜愛TVB女主角/ 我的最愛電視女主角/ 最佳女主角 | 最喜愛TVB 綜藝及資訊節目                                         |
| 20 | 2024 | 《企業強人》 監製：羅永賢                     | 張振朗 《反黑英雄》                             | 張曦雯 《企業強人》                             | 《獎門人感謝祭》                                                 |
| 19 | 2023 | 《隱形戰隊》 監製：文偉鴻（4）                | 馬國明（2） 《新聞女王》                        | 佘詩曼（5） 《新聞女王》                        | 《心度游》                                                       |
| 18 | 2022 | 《超能使者》 監製：文偉鴻（3）                | 陳展鵬（3） 《超能使者》                        | 劉佩玥 《美麗戰場》                             | 沒有頒發 該獎項                                                  |
| 17 | 2021 | 《星空下的仁醫》 監製：方浤酌                 | 譚俊彥 《換命真相》                             | 锺嘉欣（2） 《星空下的仁醫》                    | 沒有頒發 該獎項                                                  |
| 16 | 2020 | 《反黑路人甲》 監製：林志華（2）              | 王浩信 《踩過界II》                             | 龔嘉欣 《殺手》                                 | 沒有頒發 該獎項                                                  |
| 15 | 2018 | 《三個女人一個「因」》 監製：潘嘉德（2）      | 袁偉豪 《棟仁的時光》                           | 黃智雯 《三個女人一個「因」》                   | 沒有頒發 該獎項                                                  |
| 14 | 2017 | 《踩過界》 監製：林志華                       | 苗僑偉 《使徒行者2》                            | 宣萱 《不懂撒嬌的女人》                         | 《胡說八道真情假期》（綜藝）《姊妹淘(馬來西亞篇第三季)》（資訊） |
| 13 | 2016 | 《城寨英雄》 監製：文偉鴻（2）                | 陳展鵬（2） 《城寨英雄》                        | 胡定欣（2） 《城寨英雄》                        | 《Sunday好戲王》（綜藝）《星級健康4之Go Green碳世界》（資訊）    |
| 12 | 2015 | 《張保仔》 監製：梁材遠                       | 陳展鵬（1） 《張保仔》                          | 田蕊妮、胡定欣（1） 《鬼同你OT》                | 《今晚睇李》（綜藝）《星級健康3》（資訊）                        |
| 11 | 2014 | 《使徒行者》 監製：文偉鴻（1）                | 郭晉安（3） 《忠奸人》                          | 佘詩曼（4） 《使徒行者》                        | 《Sunday扮嘢王》（綜藝）《星級健康2》（資訊）                    |
| 10 | 2013 | 《衝上雲霄II》 監製：歐冠英、陳維冠           | 張智霖 《衝上雲霄II》                           | 鍾嘉欣（1） 《巨輪》                            | 《超級無敵獎門人 終極篇》（綜藝）《走過烽火大地》（資訊）        |
| 09 | 2012 | 《On Call 36小時》 監製：潘嘉德（1)           | 馬國明 《On Call 36小時》                       | 楊怡 《On Call 36小時》                         | 獎項未成立                                                       |
| 08 | 2011 | 《怒火街頭》 監製：唐基明                     | 鄭嘉穎 《怒火街頭》                             | 胡杏兒（2） 《萬凰之王》                        | 獎項未成立                                                       |
| 07 | 2010 | 《公主嫁到》 監製：梅小青（2）                | 陳豪（3） 《公主嫁到》                          | 佘詩曼（3） 《公主嫁到》                        | 獎項未成立                                                       |
| 06 | 2009 | 《溏心風暴之家好月圓》 監製：劉家豪（2）      | 林峯（2） 《溏心風暴之家好月圓》                | 佘詩曼（2） 《法證先鋒II》                      | 獎項未成立                                                       |
| 05 | 2008 | 《溏心風暴》 監製：劉家豪（1）                | 陳豪（2） 《溏心風暴》                          | 李司棋 《溏心風暴》                             | 獎項未成立                                                       |
| 04 | 2007 | 《法證先鋒》 監製：梅小青（1）                | 郭晉安（2） 《阿旺新傳》                        | 黎姿 《火舞黃沙》                               | 獎項未成立                                                       |
| 03 | 2006 | 《我的野蠻奶奶》 監製：關永忠                 | 陳豪（1） 《秀才遇著兵》                        | 胡杏兒（1） 《我的野蠻奶奶》                    | 獎項未成立                                                       |
| 02 | 2005 | 《金枝慾孽》 監製：戚其義                     | 林峯（1） 《大唐雙龍傳》                        | 佘詩曼（1） 《金枝慾孽》                        | 獎項未成立                                                       |
| 01 | 2004 | 《戇夫成龍》 監製：黃偉聲                     | 郭晉安（1） 《戇夫成龍》                        | 陳慧珊 《衝上雲霄》                             | 獎項未成立                                                       |

## 歷屆獎項
| 次數 | 視帝                                           |
| ---- | ---------------------------------------------- |
| 3    | 郭晉安、陳豪 、陳展鵬                          |
| 2    | 林峯、馬國明                                   |
| 1    | 張智霖、鄭嘉穎、苗僑偉、袁偉豪、王浩信、譚俊彥 |

| 次數 | 視                                                               |
| ---- | ---------------------------------------------------------------- |
| 5    | 佘詩曼                                                           |
| 2    | 胡定欣、胡杏兒、鍾嘉欣                                           |
| 1    | 陳慧珊、黎姿、李司棋、楊怡、田蕊妮、宣萱、黃智雯、龔嘉欣、劉佩玥 |

| 次數 | 男配角                                        |
| ---- | --------------------------------------------- |
| 2    | 羅仲謙                                        |
| 1    | 敖嘉年、黃浩然、 許紹雄、袁偉豪、楊明、陳山聰 |

| 次數 | 女配角                 |
| ---- | ---------------------- |
| 2    | 胡定欣、陳敏之、姚子羚 |
| 1    | 滕麗名、陳法拉         |

## 獎項之最
- 最喜愛TVB男主角：

| 項目             | 名字   | 數據 | 備註                                                             |
| ---------------- | ------ | ---- | ---------------------------------------------------------------- |
| 得獎次數最多     | 郭晉安 | 3次  | 2004年：《戇夫成龍》 2007年：《阿旺新傳》 2014年：《忠奸人》     |
| 得獎次數最多     | 陳豪   | 3次  | 2006年：《秀才遇着兵》 2008年：《溏心風暴》 2010年：《公主嫁到》 |
| 得獎次數最多     | 陳展鵬 | 3次  | 2015年：《張保仔》 2016年：《城寨英雄》 2022年：《超能使者》     |
| 最年長得主       | 苗僑偉 | 59歲 | 2017年：《使徒行者2》                                            |
| 最年輕得主       | 林峯   | 27歲 | 2005年:《大唐雙龍傳》                                            |
| 入圍五強次數最多 | 陳展鵬 | 7次  | 獲獎2次 (其中3次入5強，4次入3強)                                 |

- 最喜愛TVB女主角：

| 項目             | 名字   | 數據       | 備註 |
| ---------------- | ------ | ---------- | --- |
| 得獎次數最多     | 佘詩曼 | 5次        | 2005年：《金枝慾孽》 2009年：《法證先鋒II》 2010年：《公主嫁到》 2014年：《使徒行者》 2023年：《新闻女王》 |
| 最年長得主       | 李司棋 | 59歲       | 2008年：《溏心風暴》                                                                                       |
| 最年輕得主       | 胡杏兒 | 27歲、32歲 | 2006年：《我的野蠻奶奶》 2011年：《萬凰之王》                                                              |
| 入圍五強次數最多 | 鍾嘉欣 | 4次        | 獲獎2次 |

- 最喜愛TVB男配角：

| 項目                               | 名字          | 數據 | 備註                                      |
| ---------------------------------- | ------------- | ---- | ----------------------------------------- |
| 最年長得主                         | 許紹雄        | 66歲 | 2014年：《使徒行者》                      |
| 最年輕得主                         | 羅仲謙        | 28歲 | 2012年：《On Call 36小時II》              |
| 入圍五強次數最多                   | 羅仲謙        | 2次  | 獲獎1次                                   |
| 同屆獲得男配角和 最喜愛TVB電視角色 | 袁偉豪 許紹雄 |      | 2015年：《拆局專家》 2014年：《使徒行者》 |

- 最喜愛TVB女配角：

| 項目                               | 名字                        | 數據 | 備註                                                                                          |
| ---------------------------------- | --------------------------- | ---- | --------------------------------------------------------------------------------------------- |
| 最年長得主                         | 滕麗名                      | 40歲 | 2016年：《一屋老友記》                                                                        |
| 最年輕得主                         | 陳法拉                      | 28歲 | 2010年：《巾幗梟雄之義海豪情》                                                                |
| 入圍五強次數最多                   | 林夏薇 江美儀               | 2次  | 獲獎0次                                                                                       |
| 同屆獲得女配角和 最喜愛TVB電視角色 | 胡定欣 陳敏之 姚子羚 滕麗名 |      | 2013年：《衝上雲霄II》 2014年:《使徒行者》 2015年：《四個女仔三個BAR》 2016年：《一屋老友記》 |

- 最喜愛TVB飛躍進步男藝員：

| 項目       | 名字   | 數據 | 備註                                                    |
| ---------- | ------ | ---- | ------------------------------------------------------- |
| 最年長得主 | 楊明   | 34歲 | 2015年：《師奶Madam》、《收規華》、《張保仔》、《枭雄》 |
| 最年輕得主 | 王浩信 | 28歲 | 2011年：《刑警2010》                                    |

- 最喜愛TVB飛躍進步女藝員：

| 項目       | 名字   | 數據 | 備註                                                                       |
| ---------- | ------ | ---- | -------------------------------------------------------------------------- |
| 最年長得主 | 譚凱琪 | 36歲 | 2017年：《致命復活》、《不懂撒嬌的女人》、《踩過界》                       |
| 最年輕得主 | 劉佩玥 | 27歲 | 2016年：《實習天使》、《EU超時任務》、《殭》、《一屋老友記》、《城寨英雄》 |

- 同劇奪得最佳男主角、女主角記錄

| 年份 | 劇集           | 最佳男主角 | 最佳女主角 |
| ---- | -------------- | ---------- | ---------- |
| 2008 | 溏心風暴       | 陳 豪      | 李司棋     |
| 2010 | 公主嫁到       | 陳 豪      | 佘诗曼     |
| 2012 | On Call 36小时 | 馬國明     | 杨 怡      |
| 2016 | 城寨英雄       | 陳展鵬     | 胡定欣     |
| 2023 | 新闻女王       | 馬國明     | 佘诗曼     |

## 得獎名單
- Astro華麗台電視劇大獎2004
- Astro華麗台電視劇大獎2005
- Astro華麗台電視劇大獎2006
- Astro華麗台電視劇大獎2007
- Astro華麗台電視劇大獎2008
- Astro華麗台電視劇大獎2009
- MY AOD我的最愛頒獎典禮2010
- MY AOD我的最愛頒獎典禮2011
- MY AOD我的最愛頒獎典禮2012
- TVB 馬來西亞星光薈萃頒獎典禮2013
- TVB 馬來西亞星光薈萃頒獎典禮2014
- TVB 馬來西亞星光薈萃頒獎典禮2015
- TVB 馬來西亞星光薈萃頒獎典禮2016
- TVB 馬來西亞星光薈萃頒獎典禮2017